# أنطونيو عباد
أنطونيو عباد هو كاتب مسرحي وشاعر فلبيني، ولد في 1894، وتوفي في 1970.